# 아라스 조약 (1482년)

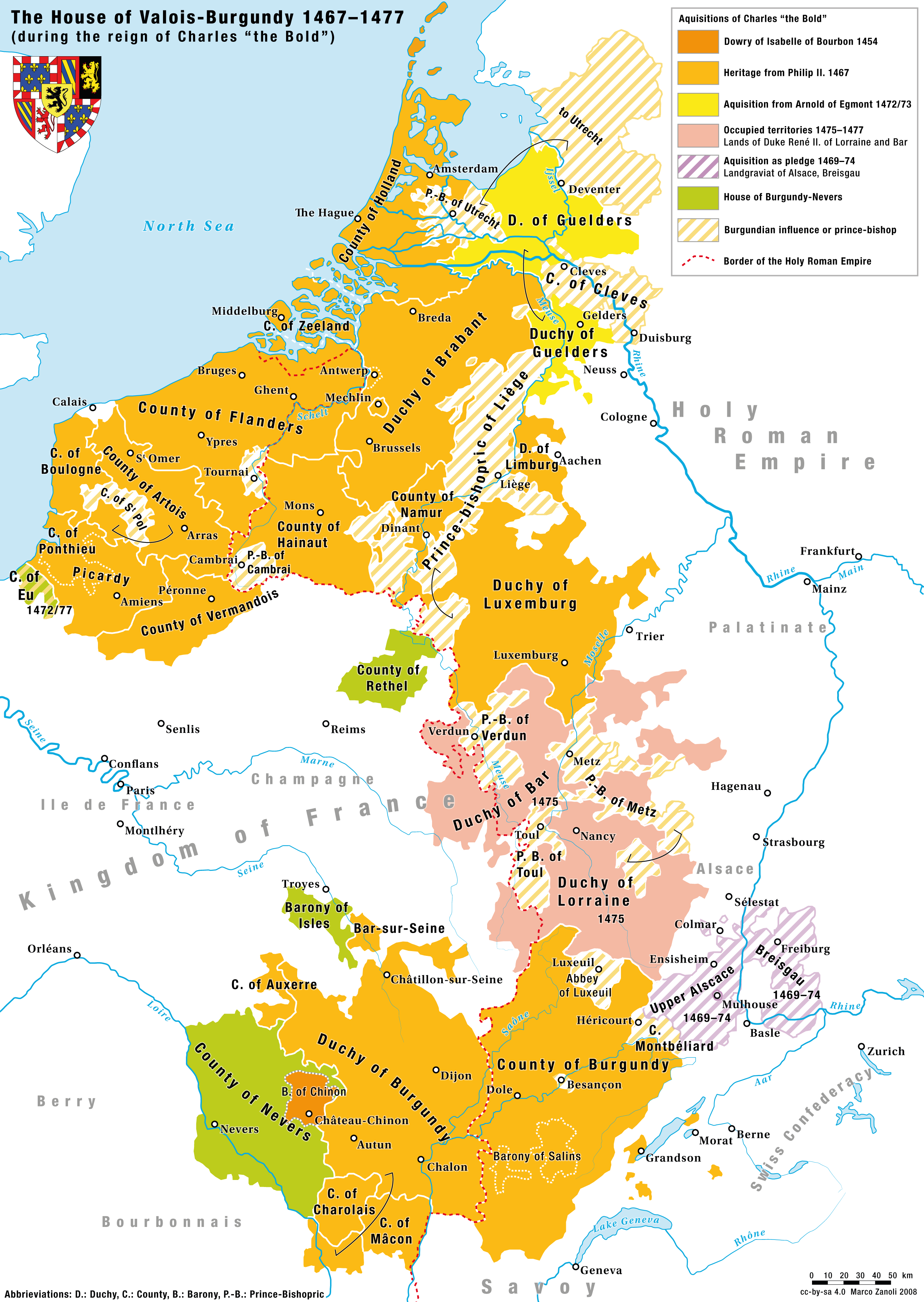
1477년의 부르고뉴 영토

아라스 조약은 부르고뉴 계승 위기 동안에 부르고뉴령 네덜란드의 상속을 두고 프랑스의 루이 11세와 합스부르크 가문의 막시밀리안 1세 대공이 1482년 12월 23일 아라스에서 맺은 조약이다.

## 배경
프랑스의 왕가 발루아 가문의 분가인 발루아부르고뉴 가문 출신의 공작들은 프랑스 왕국과 신성 로마 제국 사이의 엄청난 규모의 영토를 다스렸다. 부르고뉴 공작 용담공 샤를이 1477년 1월 5일 낭시 전투에서 사망함으로서, 적법한 부르고뉴, 플랑드르, 아르투아, 피카르디 등의 영토들은 반환 영지로서 프랑스 왕에게 주어졌다. 하지만 샤를은 사망하기 전에 신성 로마 황제 프리드리히 3세에게 그들의 자녀 부귀공 마리와 막시밀리안 1세를 결혼시키기로 약속했다.
1477년, 부르고뉴 공작 샤를의 사망소식을 접한 프랑스 루이 11세는 군대를 파견하여 상속녀 마리를 납치하고 부르고뉴를 차지하려고 했다. 상속녀 마리로부터 구원요청을 받고 출병한 막시밀리안은 프랑스 군을 물리쳤으며 같은해 8월 19일에 마리와 결혼식을 올렸다.
네덜란드 의회의 지지를 받은 마리와 막시밀리안은 1479년 긴가트 전투에서 루이 11세의 군대를 패배시키며 네덜란드와 부르고뉴를 지키는 데 성공했다. 하지만 부귀공 마리가 그녀 아버지의 유산을 아들 필리프에게 남긴체 1482년 3월 27일에 사망하면서 다시 문제가 불거졌다. 막시밀리안은 아들 필리프의 섭정으로 네덜란드 의회나 프랑스로부터 인정받아야 하는 등 어려움이 발생했다.

## 조약 체결
1482년 12월 23일에 막시밀리안은 프랑스 루이 11세와 아라스 조약을 체결하였다. 프랑스는 부르고뉴 공작령과 피카르디를 차지하게 되었고 대신에 막시밀리안은 플랑드르, 네덜란드, 룩셈부르크를 차지했다. 또한 딸 마르가레테와 루이 11세의 외아들인 샤를(훗날 샤를 8세)과의 혼인이 합의 되었는데, 지참금으로 아르투아, 샤롤레, 프랑슈-콩테를 넘겨주는 조건이었다.

## 사후
막시밀리안은 1485년 친위 쿠데타를 일으켜 네덜란드에 대한 아들의 섭정권을 얻어내지만 결과적으로 네덜란드가 반란을 일으켜 내전을 치러야 했다. 1490년, 막시밀리안은 부르타뉴 여공인 안과 결혼하려 했으나 프랑스의 샤를 8세가 브르타뉴 침공하여 불발되었다. 샤를 8세가 브르타뉴 여공 안과 결혼을 함에 따라 아라스 조약(1482년)에서 합의된 약혼은 깨어졌고 막시밀리안의 딸 마르가레테가 네덜란드로 귀국하였다. 막시밀리안은 샤를 8세와 1493년에 상리스 조약을 맺어 부르고뉴 백작령과 더불어 샤롤레와 아르투아 등을 되찾았다. 1498년에 샤를 8세가 사망하자 과부가 된 브리타뉴 공 안은 루이 12세와 재혼하였다.